# 味付け海苔
味付け海苔（あじつけのり）は、板海苔の加工品であり、醤油と砂糖を主に味付けした加工海苔である｡

## 概要
カットされる前の大きなサイズ（全形、約21x19 cm）で販売されている板海苔と異なり、8切り（5x10 cm）や12切り（3.5x10 cm）程度にカットされた小片が、複数枚（5枚程度）セットになって包装された状態で販売されていることが多い。
加熱乾燥されており、パリパリとした食感であるが、口に入れると唾液などの水分により海苔と調味料が溶け出して口の中で味と香りが広がる。ただし、味付けに用いられている調味料により、調味されていない製品と比較して吸湿性があり、パリパリとした食感を楽しみたい場合には、食べる直前に開封する。また、開封後しばらくすると、湿気を吸って溶け出した調味料により海苔同士が貼り付く、取り上げる際に調味料が手に付いたり扱いにくくなるだけではなく、風味が悪くなる。

## 歴史
味付け海苔は1869年（明治2年）に、山本海苔店の2代目山本德治郎が、明治天皇の京都への行幸の際の土産として発明したものである。この献納された味付け海苔は「宮内省御用」と書かれた海苔箱に入れられる事となり、その後1958年（昭和33年）まで続く宮内庁御用達となった。また、味付け海苔を一般に向けて販売すると後述のように関西圏などで人気となり、全国に広がった。また、3代目德治郎は輸出を積極的に進めて、海外にも広がっていく。
かつては、大森界隈でも味付け海苔が研究されていたが、山本海苔店の味付け海苔が人気となってからは、各地で同様の味付け海苔が生産販売されるようになった。
味付け海苔が普及した地方は古くからの海苔産地であった東京湾、または戦前戦後から広まった有明海といった産地から離れていた特徴がある。とりわけ、海苔産地から遠く離れていた関西圏では味付け海苔が主流となっており、大阪と東京の双方でドミナント展開を行っているライフコーポレーションの販売実績を例にとって比較しても、首都圏では焼海苔が主流に対して、関西圏では味付け海苔が主流であり、関西圏での味付け海苔の売れ行きは焼海苔の2倍以上に及んでいる。また、コンビニエンスストアで販売されるおにぎりも味付け海苔が主流である。
これについて味付け海苔を開発した山本海苔店は、海苔産地からの遠隔地に海苔を販売するための工夫だったとしている。そもそも海苔は風味が落ちやすい上に、上物の海苔は東京とその近郊で消費されてしまうために、遠隔地への行商用は品質が劣る海苔が流通され、そのため遠隔地では海苔の評判が低く、売れ行きが悪かった。そこで品質に劣る海苔の食味を良くする、または落ちた風味をカバーするため、また濃く味付けすることで保存性を高め、品質劣化を遅らせるために味付け海苔を流通させようと改良を進めた。その結果、味付けされた海苔が関西での食文化に適合し、くわえて在阪海苔メーカー「山徳商店」（現ニコニコのり）がロール式味付け機を開発、味付け海苔のコストダウンに成功させ、関西圏で海苔といえば味付け海苔とまでなるほど、一般普及の原動力となっている。